# Gundlapalli, Bagepalli
Gundlapalli là một làng thuộc tehsil Bagepalli, huyện Kolar, bang Karnataka, Ấn Độ.